# Osmund Reynolds
Edward Osmund Royle "Ossie" Reynolds (ur. 2 marca 1933 w Brighton, zm. 24 kwietnia 2017 w Londynie) – brytyjski pediatra i szermierz, brązowy medalista mistrzostw świata.
Podczas mistrzostw świata w Rzymie w 1955 roku reprezentacja Wielkiej Brytanii w składzie: Harry Cooke, Bill Hoskyns, Allan Jay, René Paul i Osmund Reynolds zdobyła brązowy medal w turnieju drużynowym floretu. Był to jego jedyny medal wywalczony w zawodach tego cyklu.
Nigdy nie wziął udziału w igrzyskach olimpijskich.
Z zawodu był pediatrą neonatologiem.
Komandor Orderu Imperium Brytyjskiego, członek Royal Society, Royal College of Obstetricians and Gynaecologists i Academy of Medical Sciences.